# 坎德勒 (佛羅里達州)
坎德勒（英語：Candler）是位於美國佛羅里達州馬里昂縣的一個非建制地區。該地的面積和人口皆未知。

## 地理
坎德勒的座標為29°04′16″N 81°58′05″W / 29.07111°N 81.96806°W，而該地的平均海拔高度為32米（即105英尺）。